# Занфировка
Занфировка (укр. Занфірівка) — село в Приютовской поселковой общине Александрийского района Кировоградской области Украины.
Население по переписи 2001 года составляло 48 человек. Почтовый индекс — 28031. Телефонный код — 5235. Код КОАТУУ — 3520383803.